# Nouvelle Merwede

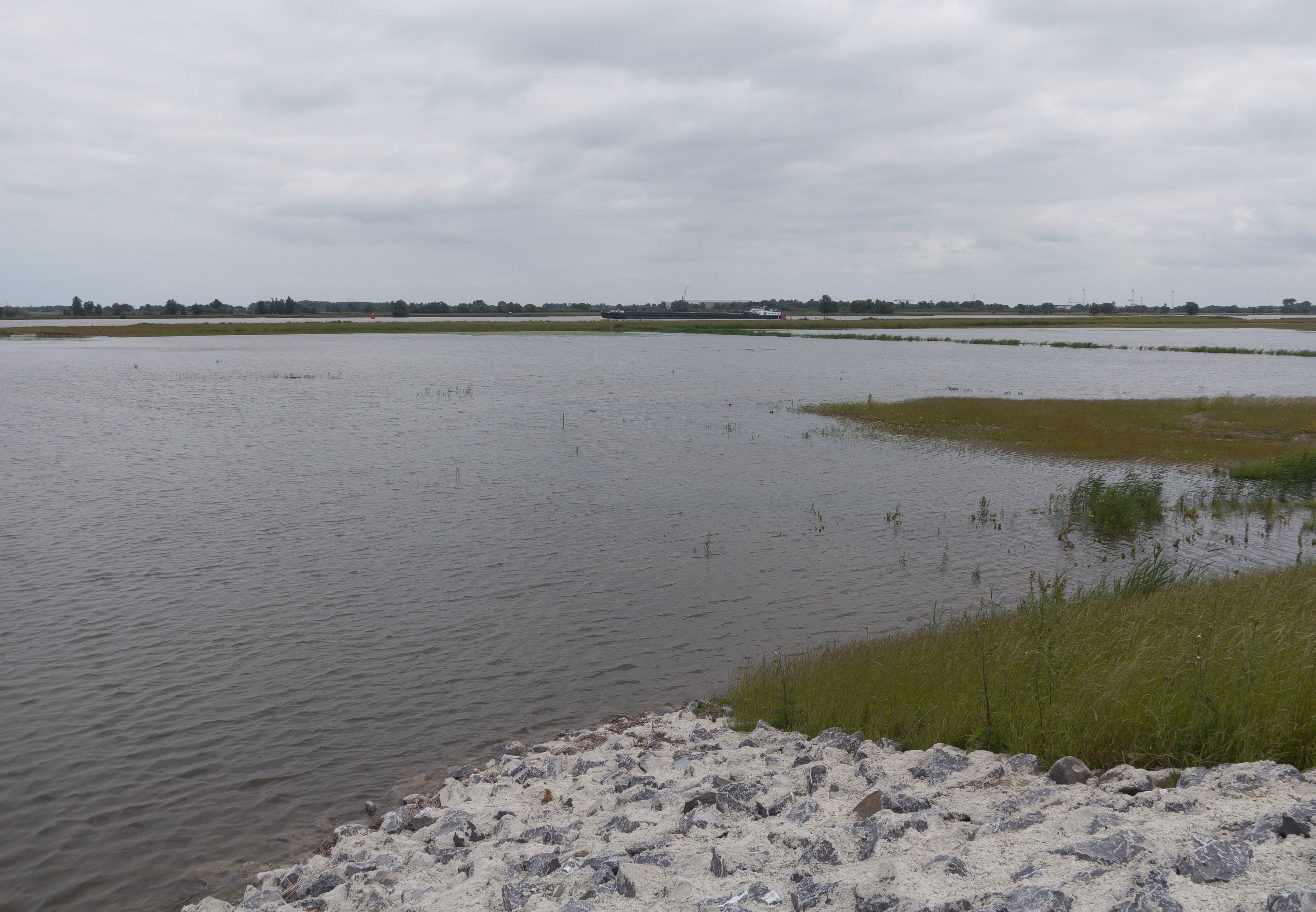
La Nouvelle Merwede de Kievitswaard

La Nouvelle Merwede (en néerlandais : Nieuwe Merwede) est une rivière néerlandaise qui forme une partie de la frontière entre le Brabant-Septentrional et la Hollande-Méridionale. La Nouvelle Merwede a une longueur de 20 km.
Elle est située entre le Biesbosch et l'île de Dordrecht et coule vers le sud-ouest. Près de Werkendam, la Merwede supérieure se divise aujourd'hui en deux branches : la Merwede inférieure et la Nouvelle Merwede. Cette rivière a été creusée entre 1861 et 1874, afin d'évacuer plus rapidement les grandes quantités d'eau de la Merwede et du Waal. Aujourd'hui, la Nouvelle Merwede a gardé le caractère d'un important fleuve, mais la grande quantité de l'eau du delta du Rhin passe par le Nieuwe Waterweg à Rotterdam.
Près de Lage Zwaluwe se trouve le confluent de la Nouvelle Merwede et de l'Amer, continuation actuelle de la Meuse. À partir de ce confluent naît le Hollands Diep.
La Nouvelle Merwede ne connaît ni pont ni tunnel. Il y a une liaison par bac entre Kop van 't Land (commune de Werkendam) et Dubbeldam (commune de Dordrecht).

## Source
- (nl) Cet article est partiellement ou en totalité issu de l’article de Wikipédia en néerlandais intitulé « Nieuwe Merwede » (voir la liste des auteurs).